# Apodacra dichaeta
Apodacra dichaeta är en tvåvingeart som beskrevs av Boris Borisovitsch Rohdendorf 1925. Apodacra dichaeta ingår i släktet Apodacra och familjen köttflugor. Inga underarter finns listade i Catalogue of Life.